# Замок Баграта

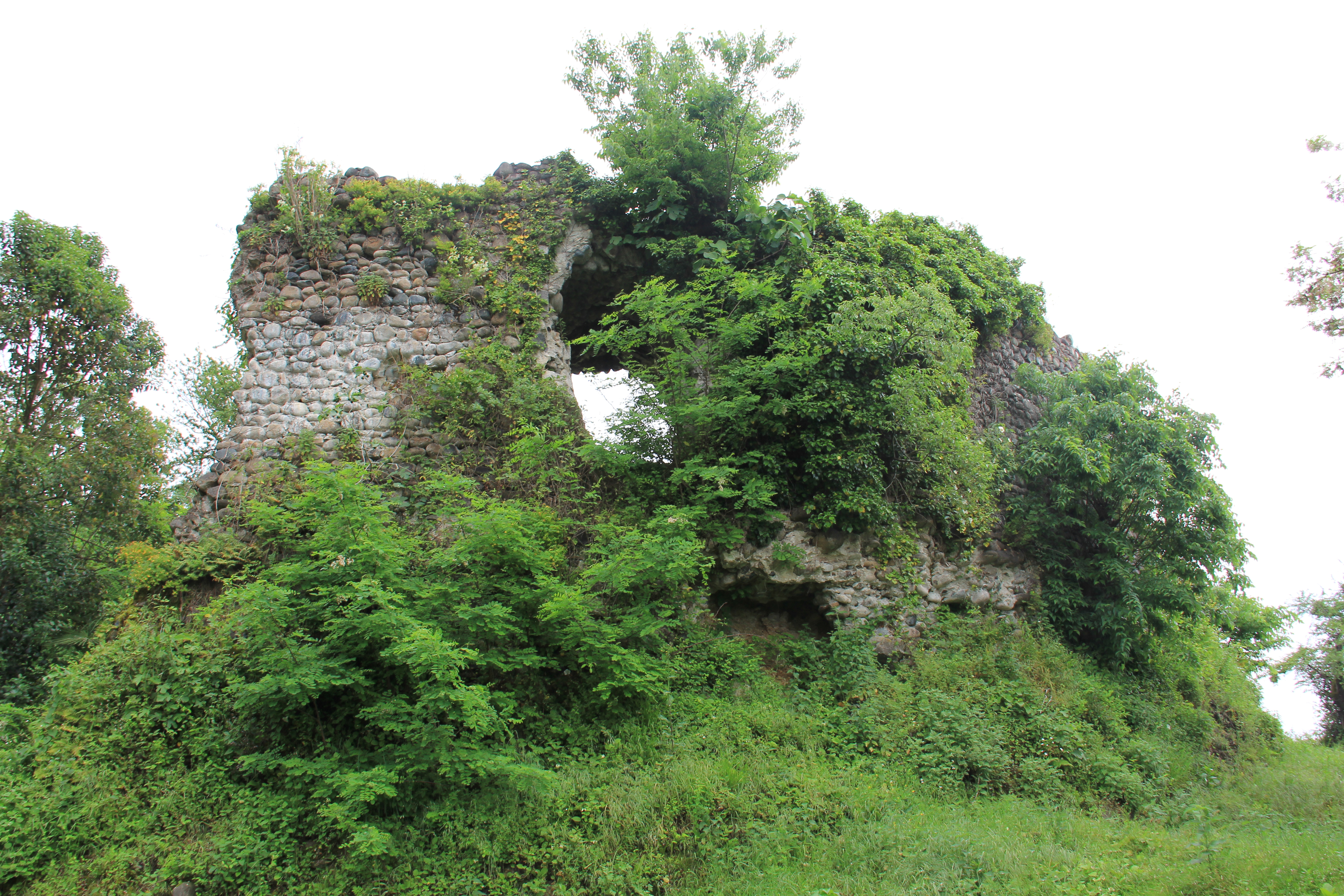
Руины требуют срочной консервации

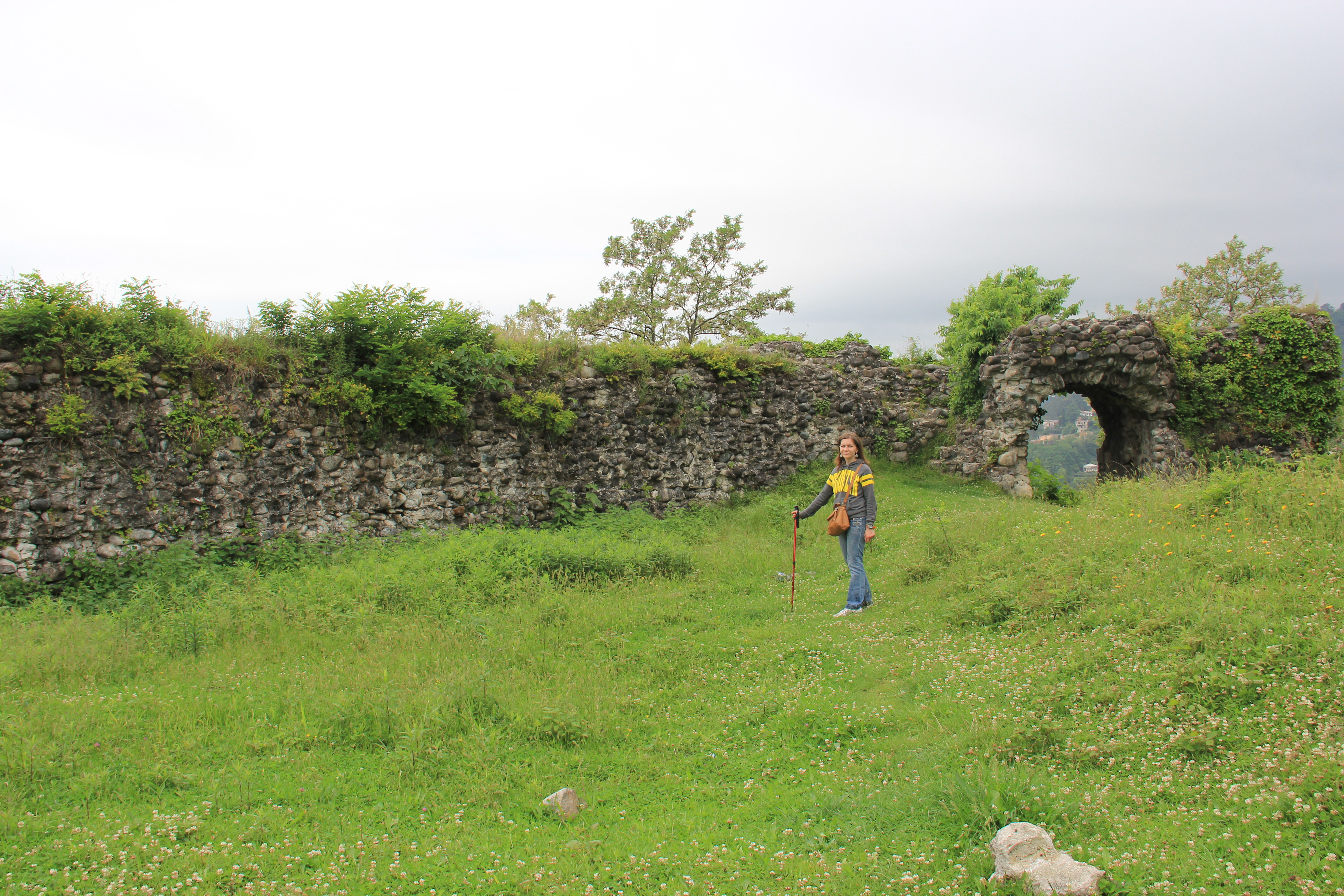
Внутренний двор

За́мок Багра́та (груз. ბაგრატის ციხე) — развалины укреплённой резиденции грузинкого царя Баграта III или Баграта IV к востоку от Сухума в Абхазии. На абхазском называется так же, как и сам город, — Акуа. Отсюда открывается один из лучших видов на Сухум и его окрестности.
Замок Акуа был построен на горе в 500 метрах от моря для защиты южных подступов к городу, а также контролировал порт, который в средние века находился в устье реки Баслы. Крепость овальной формы имела два входа (восточный и западный), укреплённые башнями.
До нашего времени сохранились лишь руины замка: стены (их толщина достигает 1,8 м, высота от 5 до 8 м) и остатки подземного хода, которые ведут к ближайшему ручью. Стены крепости облицованы булыжником, который со временем почернел и оброс кустарником, плющом и мхом.
В середине XX века на территории замка были произведены археологические раскопки. В результате были найдены пифосы (большие хозяйственные сосуды), черепки кувшинов, кухонной посуды, железные ножи, гвозди и другие предметы домашней утвари, датируемые XII—XIII веками. Были обнаружены также обломки стеклянных украшений, византийские монеты XII века, кости животных.